# 일본의 역사
일본의 역사(日本史, 일본어: 日本の歴史 니혼노레키시[*])는 일본과 일본인이 현재까지 살아온 모든 역사적 과정을 이르는 말이다.

## 시대구분
일본 역사의 시대 구분에는 여러 가지가 있는데 그 중 정설이라고 부를만한 것은 없다. 다만 (원시-)고대-중세-근세-근대(-현대)라고 하는 시대 구분법이 역사 연구에서는 널리 받아들여지고 있다. 이 경우에도 각 시대를 구체적으로 나누는 방법은 학자마다 서로 다르다.
고대 시기의 경우 고대 국가의 형성 시기를 둘러싸고 견해가 분분한데, 3세기설, 5세기설, 7세기설이 있어 일본의 역사학자들 사이에서 칠오삼논쟁(七五三論争)이라 불린다. 중세의 경우 중세를 걸쳐 존재했던 사회 및 경제체제였던 장원공령제가 시대의 지표로 여겨지며, 11세기 후반~12세기의 장원공령제 형성기부터 시작해 장원공령제가 소멸한 16세기 후반의 태합검지로 끝난다고 보는 것이 정설이다. 근세는 태합검지로부터 메이지 유신까지로 보는 것이 일반적이다. 근대의 시작은 막부 말기~메이지 유신기로 여겨지지만, 18세기 전반의 가내수공업의 발흥을 근대의 시작으로 보기도 한다. 근대와 현대의 구분은 제2차 세계 대전에서 일본의 항복으로 본다.
그러나 위와 같은 시대구분은 고전적인 역사학에 매여있는 것으로 보고, 역사를 구분하는 대상이 아니라 이행하는 것으로서 파악하는 '시대 이행론'을 제창하는 연구자도 나타나기 시작했다.
일반적으로 잘 알려진 시대 구분은 주로 정치적 중심지의 위치를 기준으로 한다. 이러한 시대 구분은 명확한 구분 기준을 가지고 있는 것은 아니며 역사 연구상의 시대 구분으로는 적당하지 않다는 비판을 받는다. 문헌 사료가 없고 고고학적 자료만 전해지는 시기는 고고학상의 시대 구분에 따라 구석기 시대·조몬 시대로 구분한다. 문헌 사료가 어느 정도 남아 있는 시대 이후에는 정치 중심지의 소재지에 따라 야요이 시대 후기~고훈 시대(오사카시)·아스카 시대(아스카촌)·나라 시대(나라시)·헤이안 시대(교토시)·가마쿠라 시대(가마쿠라시)·무로마치 시대(교토시)·아즈치모모야마 시대(오미하치만시·교토시 후시미구)·에도 시대(도쿄 23구, 구 도쿄 시)로 구분한다. 보다 세부적인 구분이 필요한 경우 야요이 시대 후기부터 아스카 시대 전기까지를 야마토 시대, 가마쿠라 시대 후기를 겐무 신정, 무로마치 시대 전기를 난보쿠초 시대, 무로마치 시대 후기를 센고쿠 시대, 에도 시대 후기를 막말로 구분하기도 한다. 이 중 난보쿠초 시대와 센고쿠 시대는 중국사의 시대 구분에서 차용한 것이다. 에도 시대 다음은 천황의 재위기간(1세 일원제)에 따라 메이지 시대(메이지 천황)·다이쇼 시대(다이쇼 천황)·쇼와 시대(쇼와 천황)·헤이세이 시대(아키히토)·레이와 시대(나루히토)로 부른다. 이들 중 메이지 유신부터 1947년(쇼와 22년) 5월 2일까지의 시대(메이지 시대·다이쇼 시대·덴젠 쇼와 시대)를 헌법을 근거로 '일본 제국' 시대로 부르기도 한다.

## 고대

### 구석기 시대
일본에 사람이 살기 시작한 것은 약 40만년 전이다. 플라이스토세 전기에서 중기에 걸쳐서 빙하기와 간빙기가 2번 반복하고 여기에 동반하여 간빙기에는 해수면이 상승하고 빙하기에는 하강하였다. 그러나 이 시기까지는 일본 열도와 동아시아대륙의 지세는 변하지 않았다. 그러나, 약 2만년 전까지 유라시아 대륙과 연결되어 인류의 왕래가 이루어졌던 일본 열도:17는 플라이스토세 후기(12만6천년전~1만년전)가 되면서, 전 세계적으로 대량의 빙하가 녹아서 해수면이 상승하여 약 1만 2천년 전에 대한해협(현해탄)과 쓰가루 해협 등 일본을 둘러싼 제해협이 형성되고 최종적으로는 홀로세 초인 1만년 전쯤 모든 해협이 확정되어 유라시아 대륙에서 완전히 분리되었다.:17

### 조몬 시대
이어서 일본에서는 조몬 문화(기원전 1만 3천 년 경부터 기원전 300년까지)라고 불리는 독자적인 신석기문화로 이행했다. 그 뒤에도 해진 현상(海進現像)이 계속되어, 일본 열도는 현재의 혼슈, 시코쿠, 규슈, 홋카이도의 네 개의 큰 섬과 수많은 작은 섬으로 분리되었다.:17몽골계, 중국계 인종과 시베리아 지역을 통해 왔다고 추정되는 아이누족, 남방 폴리네시아 지역에서 온 민족들이 일본 열도로 이주하여 오늘날의 일본인의 조상이 되었다.:18 이 사람들을 다른 지역에서 건너 온 사람이라 하여 도래인(渡來人)이라고 한다.:18

### 야요이 시대

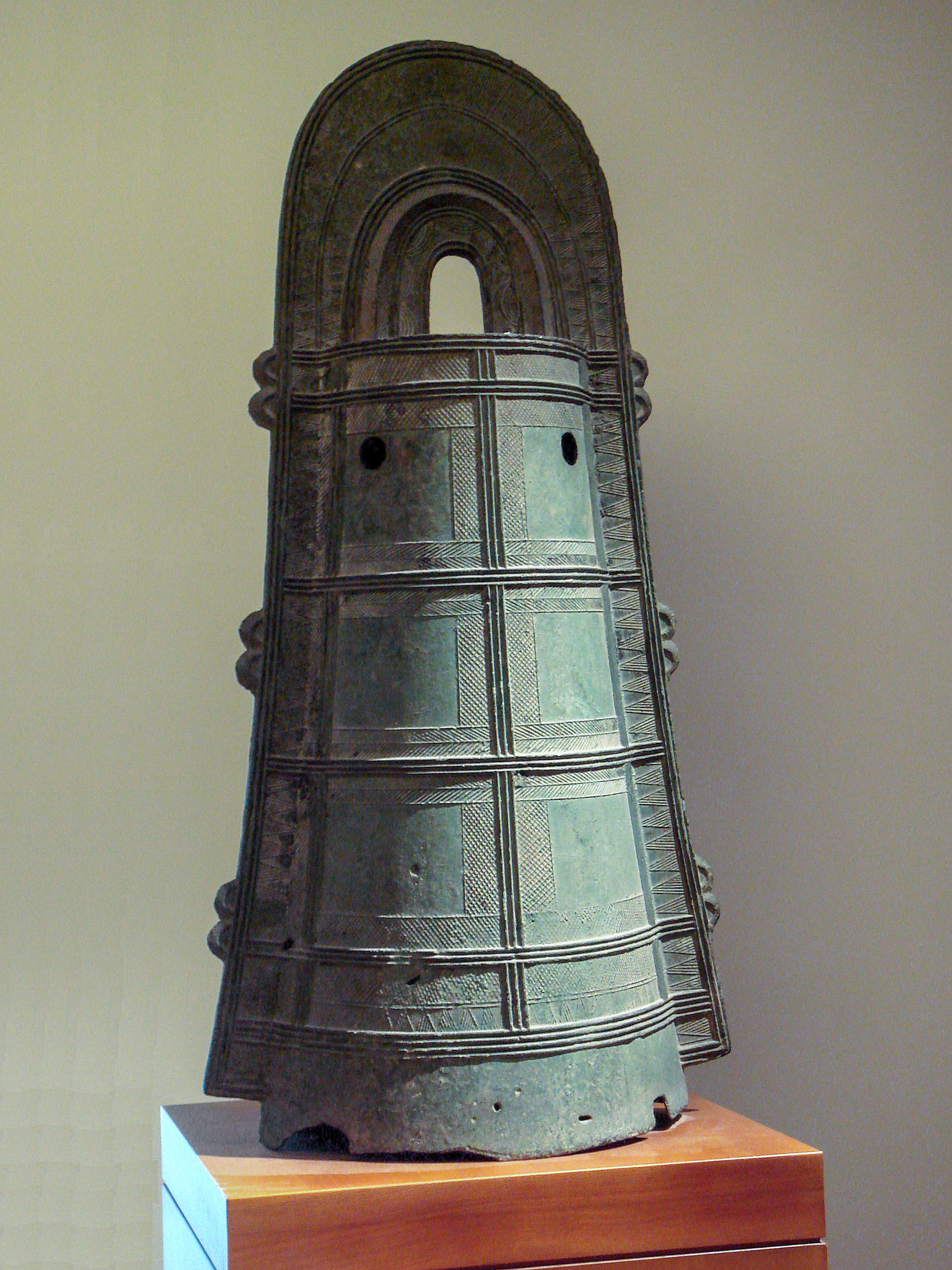
야요이 시대의 동탁(銅鈬, どうたく)

기원전 10세기경부터 기원후 3세기경까지는 야요이시대라고 불린다.시대 구분 명칭은 이 시기에 특징적으로 볼 수 있었던 야요이 토기에서 유래하였다.야요이 시대의 시작기에 대륙으로부터 하플로그룹 O1b2 (Y-DNA)에 속하는 야요이인이 도달했다. 벼 경작이 보급되면서 청동기와 철기 등도 가져왔다. 일본어도 야요이인에 의해 한반도에서 유래되었다는 설이 유력하다.
도래인들은 기원전 3세기 경부터 일본 열도 각지, 특히 유래지에서 가까운 규슈 지역에 씨족 단위의 촌락(백제,신라,가야의 유흥을 위한 별장)을 형성하고 중국을 비롯한 대륙 지역의 문화를 일본으로 전래시켰다. :18 야요이 시대에는 계급이 생겨 일본 열도에 100여개의 나라가 전쟁을 벌이게 되었다. 야요이 문화가 일본 열도에 전래되던 시기에 규슈에서 시작된 벼농사 또한 기원전 2세기 이후에는 주부 지방에 보급되었고, 1세기 전까지 간토와 도호쿠 남부에 전파되었다. 최종적으로 3세기까지 도호쿠 북부까지 벼농사가 전파됨으로써 홋카이도를 제외한 고대 일본은 3세기에 이르러 본격적으로 농경 생활이 행해지기 시작했다. :18~19
농경 사회의 성립에 따라 지역 집단이 형성되었다. 농경 사회의 발전과 함께 지역 집단은 대형화되어 갔고, 그 중심부에는 환호취락이 형성되었다. 당시 많이 축조된 분구묘는 대형 지역 집단의 수장묘로 여겨져 신분의 구분이 생기기 시작했음을 보여주는 것으로 여겨진다. 당시 일본 열도는 중국으로부터 왜(倭) 또는 왜국으로 불렸다. 대형 지역 집단 중에는 중국 왕조와 통교하는 것도 있어 중국으로부터 '나라'(國)로 칭해졌다. 기원전후에는 100개 안팎의 나라가 중국과 통교한 것으로 알려졌다. 왜노국왕은 후한에 사절을 보내 인장을 받았다. 대형 지역 집단은 점차 정치적 결합을 강화하여 왜국 연합이라고 부를 수 있는 정치연합체를 2세기 초경 형성하였다. 그 맹주는 왜국왕이라 칭하는데, 초기 왜국왕으로 스이쇼가 있다. 한동안 왜국은 정치적으로 안정되어 있었으나 2세기 후반에 왜국대란이라 불리는 내란이 생겼고, 이후 야마타이국의 히미코가 왜국왕이 되었다. 히미코는 위나라와의 통교를 통해 왜국연합의 안정을 도모하였다. 이 시기 왜(일본)의 상황은 중국 사료에서 확인할 수 있다.
제2차 세계 대전 전까지는 《일본서기》의 역대 천황 재위 연수를 바탕으로 역산하여 기원전 660년에 일본이 진무 천황이 즉위했다고 보았지만 전후 역사학에서는 일반적이지 않다.

### 고훈 시대

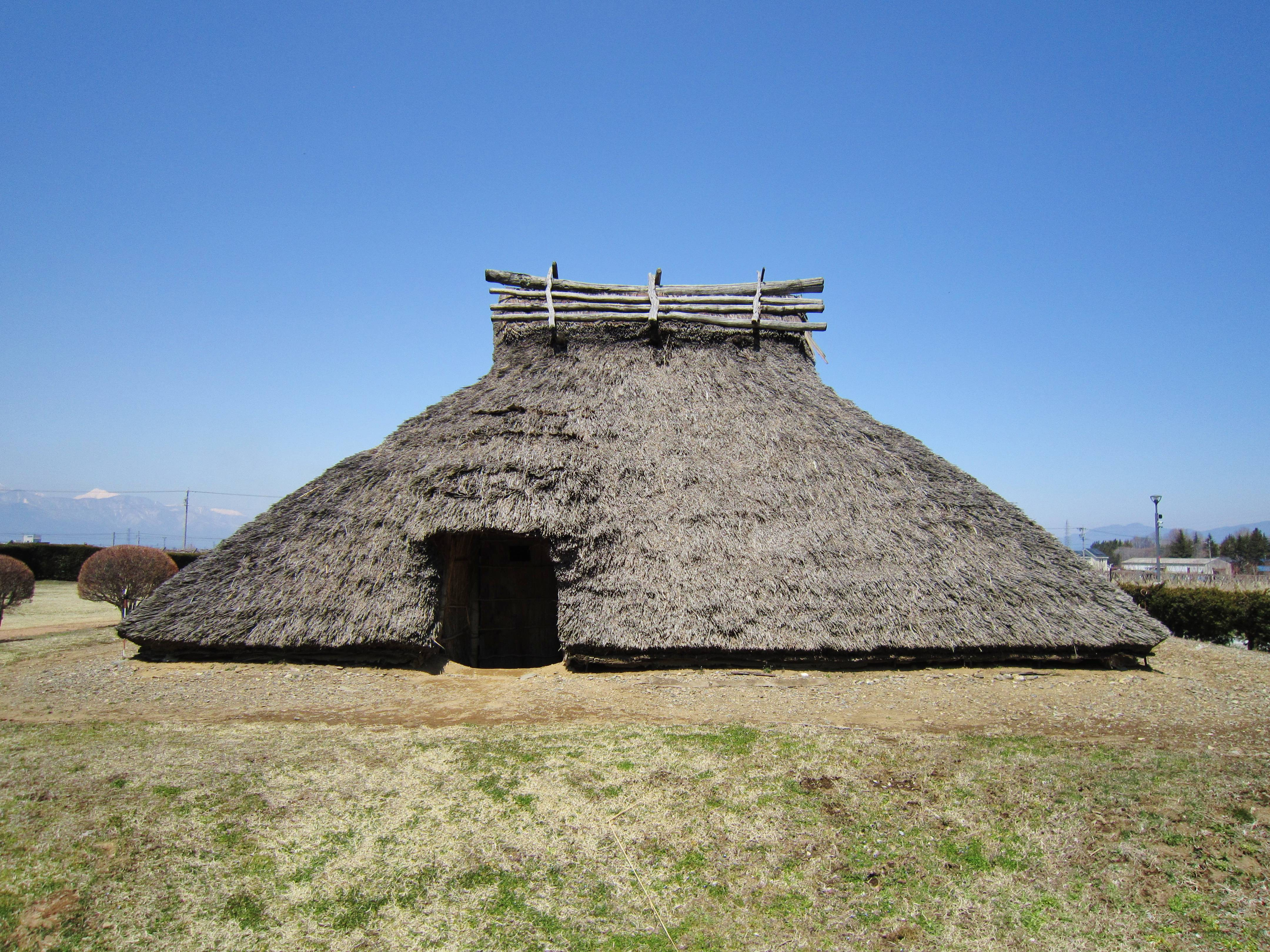
히라이데 유적에 있는 고훈시대 움집의 복원물.

3세기 중후반부터 7세기경까지는 고훈 시대라고 한다. 과거에는 이 시대와 아스카 시대를 묶어 야마토 시대라 칭하기도 하였으나, 현재는 고훈 시대라고 부른다.
3세기 이후 도래인의 유입은 극히 드물어지기 시작했다. :19  3세기 중엽 긴키 지방에 출현한 전방후원분을 비롯한 묘제가 급격한 속도로 확산된다. 이는 기나이(야마토)·북부규슈(쓰쿠시국)·기타칸토(케노)·산요(기비)·산인(이즈모)에 병립하고 있던 지역정치집단이 규합하여 야마토 정권을 형성했음을 나타내는 것으로 여겨진다. 이 시기에 백제를 거쳐 중국에서 한자도 수입하였다. 당시의 체제를 묘제의 이름을 따 전방후원분 체제라고도 한다. 다만 이는 단일국가보다도 소국의 연합으로 간주된다. 이 왕권이 후에 국가로서의 체제를 갖추고 다시 야마토 정권이라 칭해질 정도로 발전하는데, '조정'이라고 할만한 것이 등장하는 시기에 대해서는 논의가 계속된다.
다시 4세기 말에서 6세기 중기까지 도래인이 급증하기 시작했다. :19 고구려가 4세기 후반부터 남진 정책으로 한반도 남부의 백제와 가야에 무차별적인 공격을 가하면서 일본 열도로 피난 오는 사람들이 급증하였기 때문이다. :19 이 시기 일본 왕실(가야왕족의 친척)은 백제를 비롯하여 백제 등지에서 피난 오는 도래 기술자로부터 유용한 대륙 기술을 도입하기 시작하였으며 이를 위해 백제가 고구려에 대적할 수 있도록 전면적 지원을 아끼지 않았다. :20
5세기에 들어서자 야마토 정권은 중국 남조에게 작위를 받는 등 활발한 외교활동을 시작하였다. 중국 사서에 이름이 등장하는 이 시기 야마토 왕권의 수장을 왜5왕이라고 한다. 왜5왕 중 마지막 왜왕인 '무'에 비정되는 인물에 대한 일본 학계의 정설은 유랴쿠 천황(470년경 치세)이다. 이때부터 대왕(오오카미) 혹은 치천하대왕으로 칭하기 시작하였다. 이 시기의 전방후원분은 규모가 거대해지고 있어 강력한 왕권의 증거로 여겨진다.
왜5왕 이후 5세기 후반부터 6세기 전반에 걸쳐 야마토 정권은 왜국대란이라고 하는 혼란기를 겪는다. 그러나 호쿠리쿠·오미에 근거지를 둔 방계 왕족에서 즉위한 게이타이 천황의 등장과 통치로 야마토 정권이 강화되었고, 이후에는 현 천황으로 이어지는 체제가 확립되었다. 덧붙여 게이타이 천황기에는 기타큐슈에서 이와이의 난 등이 일어났지만, 야마토 왕권과 기타큐슈 호족 이와이의 관계에 대해서는 불분명한 점이 많다. 같은 시기에 오호츠크해 연안 지역에서는 오호츠크 문화가 성립되어 약 13세기까지 지속되었다.

### 아스카 시대
6세기 말에는 한반도에서 불교가 전래되어 7세기 전반의 아스카 시대에 일본 최초의 불교문화가 생겨났다. 특히 7세기에 이르러 도래인 계열 씨족 중 대표적인 씨족이었던 소가씨(蘇我氏)는 불교를 앞세워 모노노베씨 등의 경쟁 씨족을 제압하고 왕실과 인척 관계를 맺어 5대에 걸쳐 일본 왕실의 외척이 되어 정치적으로 실세를 떨치기도 하였다. :21

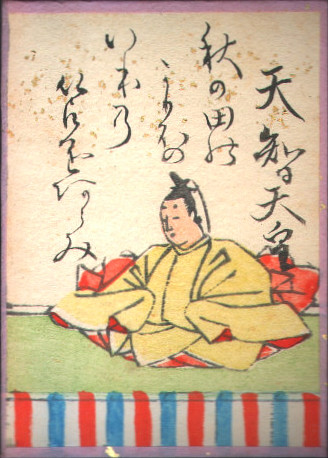
다이카 개신을 주도한 덴지 천황

이처럼 소가 씨를 비롯한 도래인 씨족이 일본 황실을 위협하자 나카노오에 황태자는 645년 정변으로 소가 씨를 멸문하였으며, 수도를 아스카에서 나니와(難波)로 천도하고 이듬해 다이카 개신에 관한 조칙을 공포하였다. 이후 임신(壬申)의 난(일본어: 壬申の乱, じんしんのらん, 672년)을 거쳐, 681년 덴무 천황이 최초로 율령 반포를 준비한 이래 8세기에 접어들어서 당나라의 율령을 기반으로 한 일본식 율령의 본격적인 편찬이 시작되고 :56 701년 (다이호 원년)에 다이호 율령을 반포하여 첫 결실을 거둔다. :56

### 나라 시대
이리하여 천황을 정치적·종교적 중심으로 하는 중앙집권의 율령국가(律令國家)가 형성되었다. 다이호 율령은 이후에 후지와라노 후히토 등에 의해 누차 손질되어오며 10세기까지 일본에서 최고 법전의 지위를 유지한다. :56

### 헤이안 시대
8~9세기의 나라 시대에서 헤이안 시대 초기의 문화는 대륙 문화의 영향이 절대적이었으나 헤이안 초기에는 여러 가지 가나가 만들어졌고 정치적으로도 율령국가가 변질하여 섭관정치, 이어 인세이가 장원(莊園)을 경제적 기반으로 하여 전개되었다. 한편 이전부터 율령 반포에 참여하는 등 일본 왕실의 정책에 적극적으로 참여했던 후지와라씨는 9세기 초에 이르러 소가 씨처럼 황실의 외척이 되어 권력을 장악하고 전횡하기 시작했다.:122 비록 간무(桓武)와 사가(嵯峨) 두 천황이 귀족을 누르고 절대 왕권을 행사한 적이 있었으나 사가 천황 이후에 후지와라씨는 본격적으로 정치적 두각을 드러내게 된다.:122 858년, 후지와라노 요시후사(藤原良房)는 조카이자 사위인 몬토쿠 천황이 사망하자 어린 외손자인 세이와 천황을 천황으로 즉위시키고 자신은 섭정(일본어: 摂政 셋쇼[*])이 되어 정권을 독점하였다.:122 요시후사 이후에도 후지와라노 모토쓰네가 관백(일본어: 関白, かんぱく 간파쿠[*])이 되어 다시 권력을 잡았다.:122 이처럼 후지와라씨는 천황이 어리면 섭정직을, 천황이 성인이 되면 관백직을 번갈아가며 권력을 독점하였다. 이를 섭관정치라 하며, 11세기 후반 시라카와 천황의 인세이가 시작될 때까지 지속되었다.:123

## 중세

### 가마쿠라 막부

미나모토노 요리토모의 초상화

11세기 이후 일본은 중앙집권적 국가 체제로 변모하였으나 지방 주민의 생명과 재산을 보호할 정도로 막강한 게 아니었으므로 지방에서 주민 스스로 사회 질서를 유지해야만 했다.:124 헤이안 시대 후반, 지방에서는 호족과 부농들이 자신들이 개간한 농지를 사유화하고 이를 지키려고 스스로 무장했는데 이게 발전하여 무사(일본어: 武士, ぶし 부시[*]) 계층이 되었다. 처음에는 지방 호족들을 위해 움직이던 무사들은 점차 실력을 인정받아 일본 황실에서 탈락해 지방으로 내려온 방계 후손을 중심으로 강력한 세력을 형성하였다.:124
한편 무사 성장과 더불어 11세기 후반 후지와라씨와 무관한 고산조 천황이 대대적으로 장원을 정리하고, 1086년 시라카와 천황이 인세이를 통해 번잡한 법령을 무시하고 빠른 개혁을 추진하고자 하였으나 이로 인하여 상황 측과 재위 중인 천황 측이 서로 권력 대결을 벌이는 상황도 일어났다.:126 그리고 한 세기에 달하는 원정 기간 동안 계속된 암투 속에서 절대적 세력으로 성장한 무사 계층 사이 긴장은 결국 왕실과 귀족들이 미나모토 씨와 다이라 씨를 앞세워 호겐의 난과 헤이지의 난을 통하여 내란을 치르는 극단적인 상황까지 초래하였다.:126 두 차례의 난 끝에 미나모토 씨를 거의 절멸시킨 다이라 씨의 다이라노 기요모리가 권력을 잡았다가 오래지나지 않아 병사하고, 남은 다이라 씨 또한 미나모토 씨의 후손인 미나모토노 요리토모에 의하여 궤멸되고 말았다.:126 :139
다이라 씨를 섬멸하고 정치적으로 입지를 다진 미나모토노 요리토모는 12세기 말 가마쿠라(鎌倉)에 무사 계층이 정치하는 막부 체제를 만들어 절대적인 권력을 행사했으나, 요리토모 사후 자손들의 대가 끊기면서 미나모토노 요리토모가 창시한 가마쿠라 막부는 호조씨의 싯켄 정치를 통해 명맥을 이어나갔다.:142 호조 씨의 싯켄 정치 체제는 원 세조 쿠빌라이의 일본 정벌을 막아냄으로써 크게 고양되었으나, 얼마 못 가 포상 문제로 체제가 요동치다가:147 지방 무사(武士)의 파악에 실패하여 결국 지지 기반을 상실하면서 위기에 처하게 되었다. 그러자 1333년 고다이고 천황은 미나모토 씨의 후손이라고 주장해 오며 싯켄 정부를 배신한 아시카가 다카우지와 함께 가마쿠라를 공격하여 가마쿠라 막부를 멸망시킨다. 이어 천황 중심의 전제 정치를 실현하고자 하는 고다이고 천황에 불만을 품은 아시카가 다카우지는 1336년 7월 고다이고 천황을 몰아내고 반대파인 고묘 천황을 앞세워 도피한 고다이고 천황의 요시노 정부와 맞서게 된다. 이를 남북조 시대라 하며, 1392년 10월 남조의 천황이 북조의 천황에 양위하는 형식으로 흡수되기까지 57년간 지속되었다.:150 이에 앞서 고묘 천황으로부터 세이이타이쇼군 직위를 하사받은 아시카가 다카우지는 14세기 중엽 겐무 식목 17조를 제정하고, 교토 교외의 무로마치에 쇼군의 저택을 두어 무로마치 막부가 시작되었다.:150

### 무로마치 막부

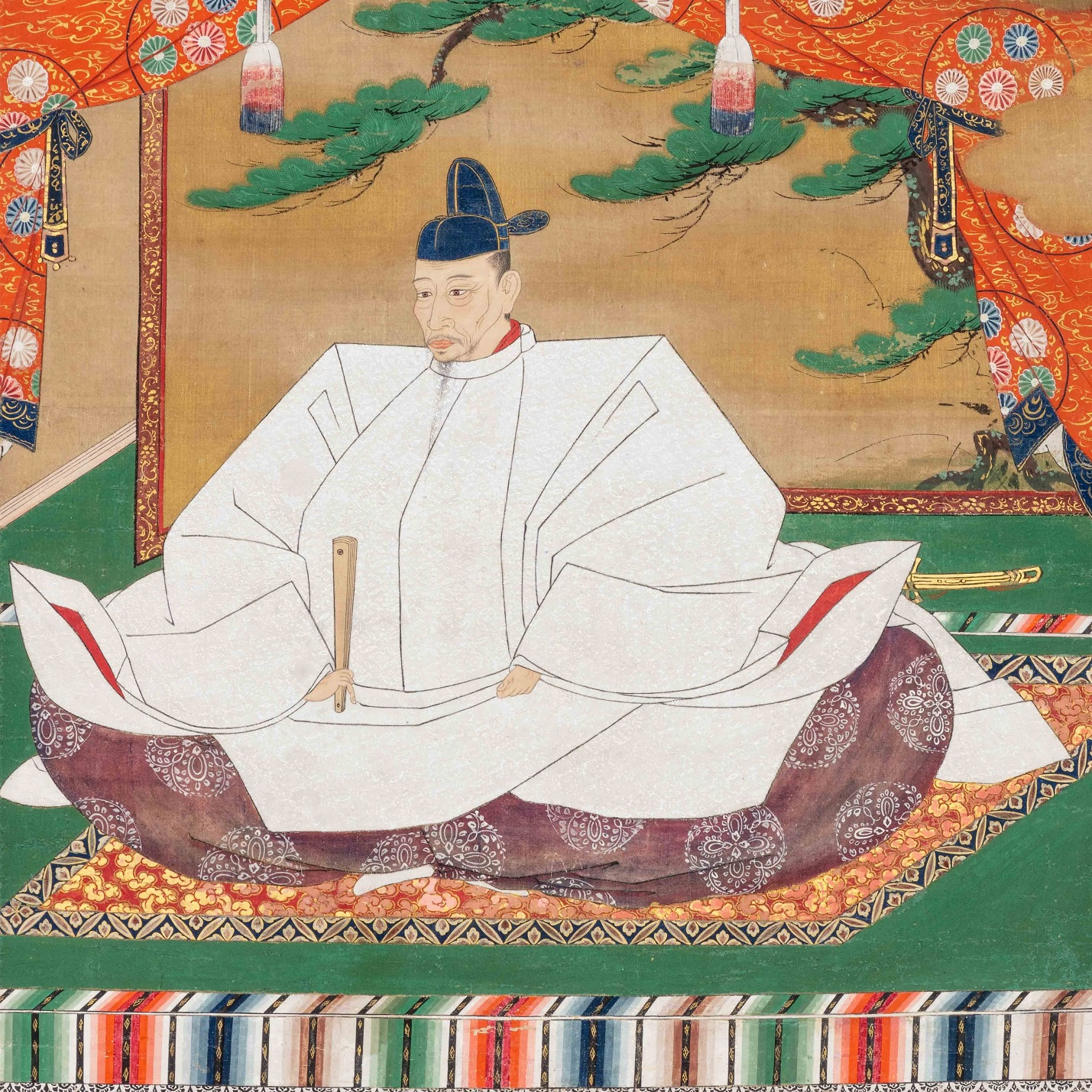
도요토미 히데요시의 초상화

무로마치 막부는 남북조 시대를 종식시킨 3대 쇼군 아시카가 요시미쓰 (足利義満) 대에 이르러 명(明)과 국교를 회복하이 성행하면서 무로마치 문화를 이룩하였다.:151 이 시대에는 구케(公家)와 부케(武家)의 문화가 융합하여 동산문화힉文化)가 번성했다. 그러나 아시카가 요시미쓰 사망 이후, 슈고(守護)가 영주화(領主化)하여 성장한 슈고 다이묘들이 차기 쇼군 계승 후보들을 앞세워 암투를 벌이면서 막부의 체제는 크게 흔들리기 시작하였고, 결국 1467년에 발발한 오닌의 난과 더불어 일본은 각 지방의 다이묘들이 난립하여 센고쿠 시대로 돌입하였다.:151

### 센고쿠 시대
센고쿠 시대 초반에는 여전히 각 지역에서 유력자였던 슈고 다이묘가 위세를 떨쳤으나, 곧 슈고 다이묘들 대신 장원을 경영하며 실력을 키운 슈고다이와 고쿠닌들, 그리고 호조 소운이나 사이토 도산과 같이 미천한 신분이나 대중의 지지를 얻은 사람들도 슈고 다이묘들을 타도하고 지역의 새로운 지배자로 부상하였다. 센고쿠 다이묘라고 불린 이들은 오닌의 난 이후 5~60년 사이에 슈고 다이묘들을 거의 압도하여:172~173 센고쿠 다이묘들이 각지에 할거(割據)하는 센고쿠 시대가 오고, 고대 귀족은 몰락하여 막부의 권력이 쇠퇴했다. 16세기 중엽 기독교와 총이 전해졌는데, 기독교는 선교사들의 희생적인 포교로 침투되었고, 총은 센고쿠 다이묘의 전술·축성법(築城法) 등에 결정적인 영향을 주었다. 이 과정에서 16세기 후반부터 두각을 드러난 우에스기 겐신, 다케다 신겐, 호조 우지야스, 오다 노부히데, 모리 모토나리 등이 크게 세력을 불려 경쟁하였으나, 결국 오다 노부히데의 아들인 오다 노부나가와 그의 수하 도요토미 히데요시가 전국을 통일하고 새로운 지배체제가 탄생함으로써 센고쿠 시대는 막을 내린다.:182

### 쇼쿠호 시대
1590년 최종적으로 간토의 호조 씨를 패망시켜 일본 열도를 통일한 도요토미 히데요시는 반대파 다이묘들의 불만을 억제하고 명나라와 인도를 지배하겠다는 자신의 야망을 실현하기 위해:187 몇 번의 도발을 거쳐 1592년 여러 다이묘들의 15만 8천여명의 부대를 이끌고 명나라를 공격한다는 구실로 조선을 침공하였다.:190 초반에 일본군은 한성을 점령하고 나아가서는 평양성까지 지배 관할에 둠으로써 조선을 궁지에 몰아넣었으나, 한반도 각지에서 일어난 의병들과 몇몇 관군 부대의 저항, 명나라의 지원으로 점차 위기에 몰렸으며, 1598년 결국 도요토미 히데요시가 사망함으로써 일본군의 철군에 따라 끝났다.:196
도요토미 히데요시가 죽고 임진왜란·정유재란이 끝난 1598년 이후 일본에서는 도요토미 히데요시 정권의 핵심 세력이었던 이시다 미쓰나리의 문관 계층과 지방의 유력한 무장들이 모인 가토 기요마사 등의 무장 세력이 각각 서군과 동군이 되어 후계 권력 장악을 두고 크게 다투기 시작했다. 이들은 1600년 미노(美濃)의 세키가하라에서 격돌하였고, 결국 도쿠가와 이에야스의 동군이 승리하였다. 최후의 패자(覇者)로서 권력을 잡은 도쿠가와 이에야스는 서군에 가담한 다이묘들을 처벌하고, 통일국가를 재건하여, 1603년에는 쇼군직에 올라 에도 막부를 개창한다.:203 또 1614년에서 1615년 사이에 걸친 오사카 전투에서 최종적으로 도요토미 히데요리를 비롯한 잠재적 적대 세력을 섬멸하고 도쿠가와 씨의 통치 체제를 확립시킨다. :204

### 에도 막부
에도 막부(1603–1868)는 바쿠한(幕藩) 체제 밑에 사농공상(士農工商)의 신분을 고정하고, 기독교 금지를 구실로 쇄국(鎖國)을 행하고, 후에는 유교적 교화(敎化)도 이용하면서 전국 지배를 강화했다. 태평 무드의 지속은 교통·상공업의 발전과 시정인(市井人)의 대두, 화폐 경제의 성립, 다수의 도시 출현을 촉진시켰고, 에도와 오사카를 중심으로 겐로쿠 문화(元祿文化), 화정기(化政期)의 문화를 번성케 했다. 도쿠가와 이에야스와 도쿠가와 히데타다가 20년에 걸쳐 안정시킨 막부를 이어받은 3대 쇼군 도쿠가와 이에미쓰는 중신들에게 유교 사상을 철저히 연구할 것을 지시했고, 한편으로 도쿠가와 미쓰쿠니 등은 《대일본사》(大日本史)와 같은 역사서를 편찬하는 등 문치(文治)를 지향하였으며:224~225, 이를 바탕으로 5대 쇼군 도쿠가와 이에쓰나 대에 에도 막부는 겐로쿠 호황이라고 부르는 최대의 전성기를 맞이했다.:225
그러나 경제의 실권을 쥔 도시민의 힘은 한편으론 무사의 권위를 실추시키고, 농민의 궁핍화와 거듭되는 재해는 농민폭동을 빈발하게 하여 바쿠한 체제는 내부로부터 무너지기 시작했다. 심각한 낭비와 더불어 1657년 발생한 메이레키 대화재 이후 겐로쿠 호황으로 쌓인 탄탄한 재정은 점차 바닥을 드러내기 시작:226했고, 이를 해결하기 위해 금·은화의 가치를 떨어뜨려 새로 화폐를 주조하여 그 차익으로 재정을 충당하였지만 이로 인한 화폐 가치의 저하와 함께 급등한 물가로 서민들의 생활은 더욱 궁핍해졌다.:227 뒤를 이은 도쿠가와 이에노부는 겐로쿠 화폐 대신 양질의 새로운 화폐인 쇼토쿠 화폐를 주조하고 금은의 유출을 막기 위해 쇼토쿠 신령을 발표, 나가사키 등의 무역항에 들어올 수 있는 외국 선박 수와 무역액을 크게 제한·삭감하는 등 겐로쿠 호황 직후에 일어난 경제적 동요를 막고자 노력했다.:229
그러나 겐로쿠와 쇼토쿠 시대의 짧은 호황을 지나면서 견고했던 막부 체제는 점차 모순을 드러내기 시작했다. 이에노부 대에 겐로쿠 화폐를 대신할 화폐가 주조된 이후 몇대에 걸쳐 계속 화폐의 질과 주조량을 변화시켜가면서 재정을 보충하고자 했고 직할령의 농민들에게 과중한 세금을 부과하기도 했으나 역부족이었다.:244이러한 재정난 속에서 기이 도쿠가와 씨 출신으로 제8대 쇼군이 된 도쿠가와 요시무네는 이에야스 시대의 정치 제도를 바탕으로 교호 개혁을 단행하였고, 제9대 쇼군 도쿠가와 이에시게 대에는 다누마 오키쓰구 등 다누마 씨를 중심으로 하여 재정 회복을 꾀하였지만 결국 당대에 일어난 기근과 같은 자연 재해로 인하여 실패, 결국 실각하게 되었다.:252 그러자 고산케 계층 등은 이에 대한 책임을 다누마 씨에게 물어 실각시켰다.
19세기 중기 이후는 구미(歐美) 열강이 동양으로 진출하여 일본에게 개국을 요구했고, 하급 무사에 의한 존왕양이(尊王攘夷) 운동, 막부 타도 운동이 격화하여 결국 260여년에 걸친 에도막부는 쓰러지고 메이지 유신을 맞게 되었다.
다누마 씨의 뒤를 이은 마쓰다이라 사다노부는 후다사시 등 고리대금업자로부터 차용한 빚을 모두 파기시키는 기연령을 발동하고, 당시의 풍속에 대하여 엄격한 규제 정책을 시행하는 등의 간세이 개혁을 시행하였지만, 이에시게의 뒤를 이은 쇼군 도쿠가와 이에나리와 대립하다가 실각하였다.:252~254 이에나리는 분카와 분세이 시대에 걸쳐 오고쇼 자리에서 거의 50년 동안 실권을 잡으면서 쇼군 권위의 선양과 막부의 안정을 도모하였으나, 1833년부터 1839년까지 이어진 덴포의 기근을 거치면서 신뢰를 잃은 막부는 조슈, 사쓰마 등지 출신의 하급 무사들이 개혁을 추진하면서 조금씩 흔들리기 시작했다. 한편 같은 시기 중국으로의 진출을 위해 태평양의 중간 기착지를 필요로 했던 미국은 1853년 매슈 페리 동인도 함대 사령관을 제독으로 일본에 파견해 개방을 강요하였다.:277 결국 1854년 '미일 화친 조약'을 체결한 것을 시작으로 막부는 쇄국 체제를 풀고 문호를 개방하게 되었다.:278
결국 이에 대한 조슈와 사쓰마를 비롯한 여러 번들의 막부에 대한 공격으로 인하여 막부의 권위가 붕괴하기 시작하자 막부에서는 조정과의 융화를 꾀하고자 고부갓타이(公武合体) 운동을 전개하였다. 그러나 손노조이를 주장하던 조슈 출신 무사 세력은 천황을 통해 서양에 대항하는 '조이'(譲夷)를 추진할 것을 주장하며 막부를 압박하였고, 결국 막부가 이를 수용하자 조슈에서는 일방적으로 외국선을 포격하고, 사쓰마에서는 체류 중이던 영국인이 사무라이에게 살해되는 나마무기 사건이 발생하게 되었다. 그러자 영국, 미국을 비롯한 서양 4개국은 시모노세키를 포격하고, 사쓰마에서는 영국이 사쓰마와 무력 마찰을 일으키는 등 막말의 일본은 서구 열강에 의하여 계속 요동치는 상황에 처했다.:282~284 조슈 정벌과 사쓰에이 전쟁을 거치면서 사쓰마의 사이고 다카모리, 오쿠보 도시미치 등 하급 무사들은 최종적으로 막부 자체를 없앨 것을 주장하며 '도바쿠'(討幕,토막) 운동을 전개하였다. 1866년에는 도사(土佐) 출신의 사카모토 료마의 중재로 사쓰마와 조슈 간의 비밀 군사 동맹이 성립하고, 막부에 우호적인 고메이 천황의 뒤를 이어 도바쿠 세력에 의해 메이지 천황이 즉위하면서 막부를 크게 압박하자 결국 1867년 10월 마지막 쇼군 도쿠가와 요시노부는 대정봉환(大政奉還)을 통해 쇼군의 권력을 천황에게 되돌리게 되어 메이지 천황은 같은 해 12월 9일 '친정'(親政)을 선포한다.:285

### 메이지 유신

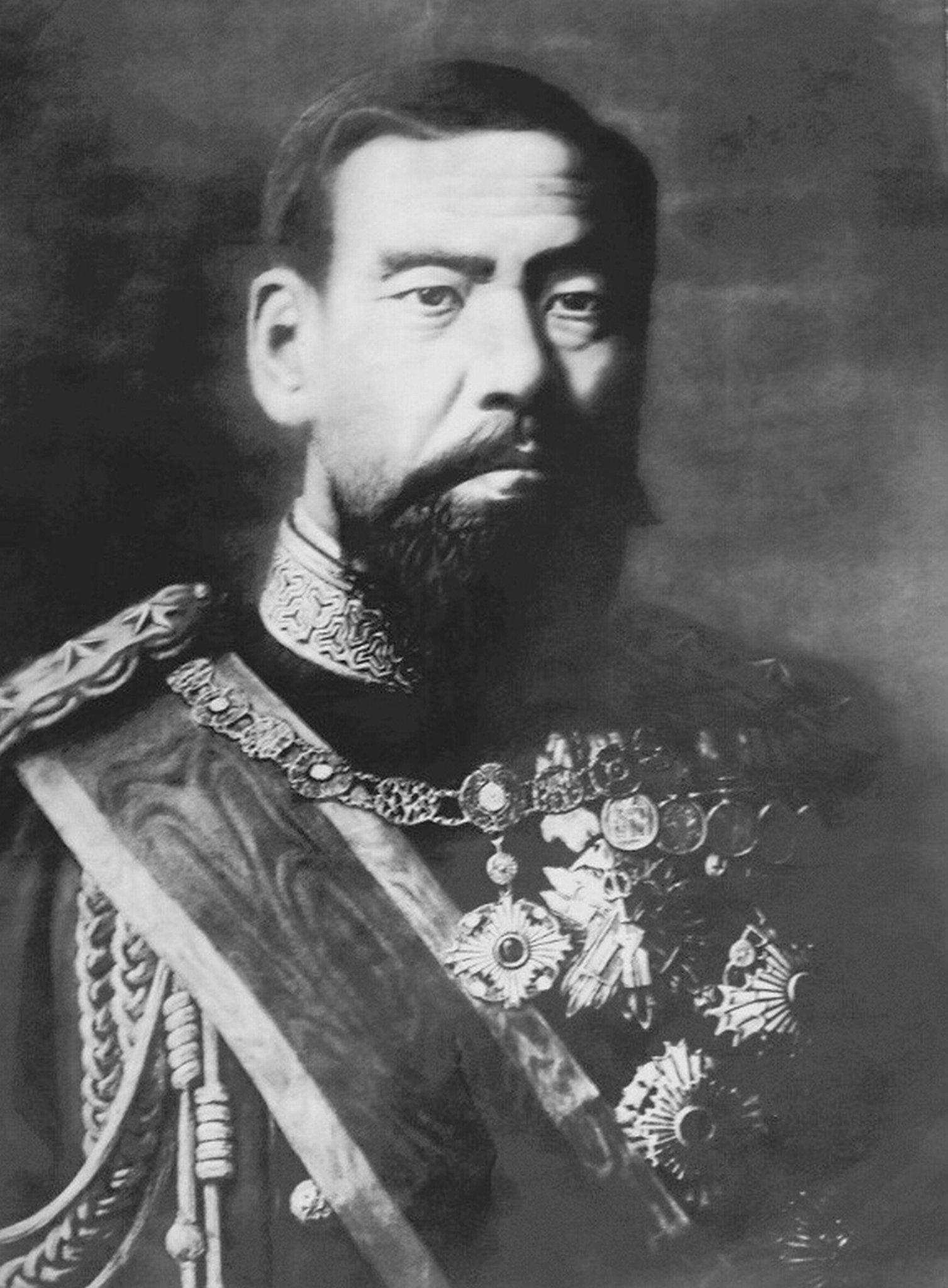
메이지 유신을 주도한 메이지 천황

1868년 왕정 복고를 표방한 메이지 천황은 왕권 선양을 위한 혁신을 꾀했는데 교토조정의 천황을 정점으로 하는 구케(公家)와 제후(諸侯), 그리고 하급 무사들을 중심으로 구 바쿠후 세력을 타도하고1868년 7월 에도 막부가 위치한 에도(江戶)를 도쿄로 바꾸고 이듬해에는 교토의 고쇼에서 도쿄의 고쿄로 천도(遷都)했으며, 다양한 이유로 쉽게 연호가 바뀌던 것을 메이지 천황 대에 이르러서는 한 대에 한 연호만 쓸 수 있도록 한 일세일원제가 채택되는 등:286 모든 체제를 일신하여 중앙집권제를 강화했다. 정부는 부국강병책에 의해 식산흥업정책(殖産興業政策)을 추진하고 군대·경찰을 비롯한 전신·철도·각종 공장 등 관영사업을 개시했다. 또 기도 다카요시와 오쿠보 도시미치 등의 주도로 사쓰마, 조슈, 도사, 히젠 등 서남웅번(西南雄藩) 세력들이 우선 판적봉환을 단행하였고, 1869년 6월에는 전국의 번들이 판적을 봉환하게 되었다.:287 1871년에는 이에 대한 반발 세력을 제압하고 더 강력한 중앙 집권제의 확립을 위해 서남웅번의 병력 약 1만 명을 중앙군으로 편성하여 군사력을 확보하고, 같은 해 7월 폐번치현을 단행하여 행정 구역을 부현제(府県制 부켄세이[*])로 바꾸고 부지사와 현령(県領)은 중앙에서 임명해 파견하도록 하였다.:287~288 이어서 형식적으로나마 신분제를 철폐하여 높은 왕족(상경), 다이묘, 사무라이 계층은 귀족층으로 통일되고, 그 이하 사농공상 순의 신분층은 평민(平民 헤이민[*])으로 삼는다고 발표하여 불완전한 사민평등(四民平等 시민뵤도[*]) 조치를 단행하였다.:289~290 세이난 전쟁을 최후로 종래의 불평 사족(不平士族)들의 반란을 종식시켰다.

### 자유민권운동과 국회 개설
신분 개혁 이후에 일본에서는 입헌 정치에 대한 요구 움직임이 일어나기 시작했다. 1874년 이타가키 다이스케 등이 애국공당을 결성해 민선 의원 설립 건백서를 제출한 것을 계기로 전국적으로 자유 민권 운동이 일어났다. 이에는 서양의 문물이 유입되면서 같이 전래된 민주주의 정치 방식에 대한 긍정적인 여론이 확산된 것과 너무 강력한 중앙 정부에 의해 자치권마저 부정당한 전통적인 향촌 사회의 반발심도 작용하였다.:303 1878년 정부는 삼신법(三神法)을 제정해 부분적으로 지방제를 개편하여 이들의 반발심을 잠시 무마시키고자 하였으나 같은 해 오쿠보 도시미치, 사이고 다카모리 등의 정부 요직자들이 사망함으로써 정치권의 중심이 공백에 빠지자:304 1881년 10월 이토 히로부미를 비롯한 서남웅번 출신의 무사들이 정부의 주도권을 장악하고, 점진적인 국회의 개설과 독일식의 강력한 군주권을 골자로 한 헌법 제정 방침을 정하고 1890년까지 국회를 개설시킨다는 '국회 개설의 칙유'(勅諭)를 발표하여 민권파의 강력한 주장을 무마시켰다. 그리고 1889년 2월 11일에 초안을 몇 번 손질한 대일본 제국 헌법(메이지 헌법)을 반포하여 근대기 일본은 비록 거의 형식적이었지만 입헌 국가로 도약하였다.:305~308 1890년에 의회 개설에 의해 천황제의 지배체제가 완성되었다.

### 제국주의화와 한국 침략
국회 개설과 더불어 공업의 발흥으로 경제적으로 큰 발전을 본 일본은 한국과 중국으로의 정치 · 경제적 침투를 통해 점차 제국주의를 형성해 나갔다. 청일 전쟁에서 청나라를 이김으로써 일본은 타이완을 점령했고, 그 배상금을 기초로 하여 금본위제를 수립, 자본주의 경제체제를 정비하였다. 또한 이 전쟁으로, 조선에 대한 영향력을 완전히 확보한 일본은 조선 자체에 대한 종속화를 꾀했지만 번번이 조선의 대규모 민족 저항과 부동항(不凍港)을 얻기 위해 조선에 진출하고자 했던 러시아와의 충돌로 인하여 실패했다. 또 조선 왕실도 박영효 등 친일세력을 추방하는 등 일본의 일방적인 조선 침략에 대한 항의를 표시하자 일본 공사 미우라 고로는 1896년 경복궁에 무단으로 침입하여 명성황후를 시해하고, 흥선대원군이 집권하도록 하였는데 조선 의병(義兵)의 대규모 저항과 고종이 시위의 의미로 러시아 공사관으로 피신하여 환궁을 거부하였고, 오히려 일본은 조선에서 입지를 상실하며 국제적인 비난 속에 '경쟁국'이었던 러시아의 입지를 강하게 만들었다.
을미사변과 아관파천을 계기로 한국에서 입지를 굳힌 러시아는 만주(滿洲)의 러시아령에서 병력을 증강시켜 한반도에의 침투를 강화하였다. 그러자 일본은 러시아와 한반도와 만주의 권익을 둘러싸고 교섭을 진행하였지만 타협을 보지 못하자 1904년 러시아에 선전포고를 해 러일 전쟁을 치렀고, 러시아를 견제하려는 영국·미국의 지지와 쓰시마 해협에서의 결정적 승리로 러시아를 축출하고 조선에 대한 지배권을 확고히 해 다시금 정치·경제적 침투를 감행하였다. 러일 전쟁 승리 후 일본의 제국주의 정책은 더욱 노골화하였고, 영국과 미국 간의 밀약으로 조선 지배를 강대국으로부터 인정받은 일본은 대한제국과 강제로 을사늑약을 체결하여 외교권을 박탈, 보호국화하여 통감부를 설치하고, 이어서 1907년 고종을 강제 퇴위시키면서 한일신협약을 체결해 내정권을 박탈, 군대 또한 강제 해산시켰다. 그리고 1910년 8월 23일 통감부를 '총독부'(總督府)로 바꾸고 육군 대장 데라우치 마사타케를 초대 총독으로 임명하였다.

#### 조선총독부와 한반도 지배
1910년 8월 22일 일본은 대한제국 정부를 위협하여 국권을 강탈하고, 한반도의 완전한 지배를 위해 대한제국을 감시하기 위해 설치했던 통감부를 일본 천황이 직접 임명한 총독이 관리하는 조선총독부로 바꾸었다. 또 친일파이거나 일본어에 능통한 소수를 제외하고는 대한제국 관료들의 자리는 일본인들에게 배분되었다.:120 처음에 일본은 현역 군인을 총독으로 임명하고 군인 출신인 헌병 계층에게 치안 임무를 위임하여 조선인들의 생활을 감시하고 항일 투쟁을 강압적으로 짓밟는 무단 통치를 시행하였다. 그러나 일본의 무단 통치에 대항하는 항일 투쟁은 계속 발생하였다. 1919년 3월 1일에는 전국적인 단위로 3·1운동이 일어나, 평화적인 방법으로 일본에 조선의 독립을 요구하였지만 조선총독부는 무자비한 방법으로 탄압하였다.:121~131
3·1운동을 무자비한 방법으로 가까쓰로 진압한 일본은 사이토 마코토를 총독으로 임명함과 동시에 '문화 통치', '산미 증식' 등을 표방하며 처음에는 유화책을 펼치다가 곧 경찰의 병력을 4배 이상 늘리고, 집회와 언론의 자유를 탄압하였으며 친일파의 양성을 꾀하였다. 또한 산미 증식 정책을 통해 쌀을 대량으로 약탈해갔다. 그 과정에서 한민족은 대한민국 임시정부와 독립군 등을 조직하며 계속 저항해나갔다.:140 ~ 157 1925년 조선총독부는 일본 본토와 같이 치안 유지법을 한반도에도 적용하여 한민족의 독립 운동, 특히 사회주의 독립 운동을 강하게 탄압하였고, 만주사변 이후에는 '민족 말살 정책'을 내세워 한국어 등 한민족과 관련된 고유 교육 또한 금지시키고 징용과 징병, 위안부를 모집하는 등의 활동을 하기도 하였다.:153 ~ 179

## 근현대

### 다이쇼 시대와 쇼와 초기

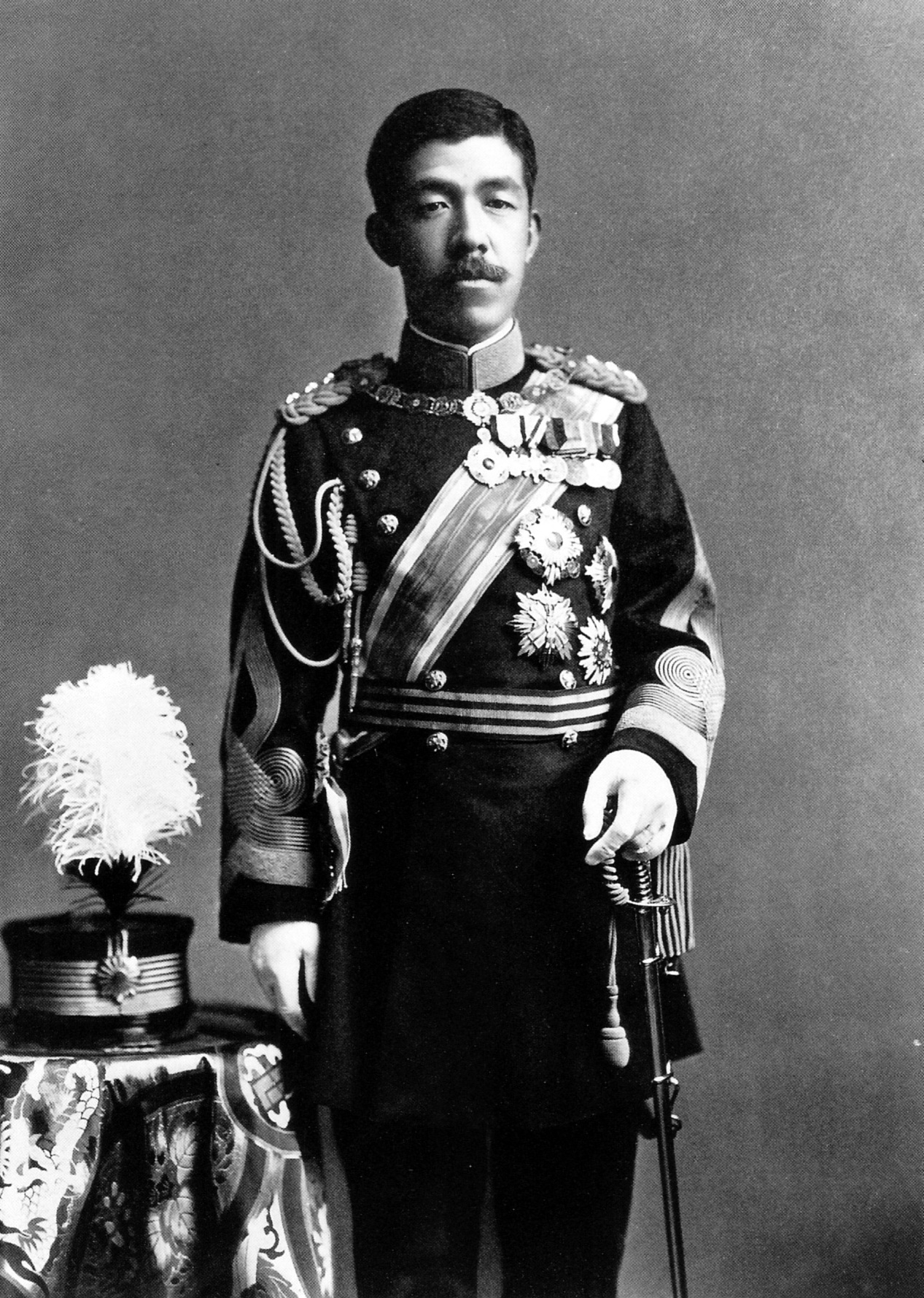
다이쇼 천황

1911년에 성립된 제2차 사이온지 내각은 행정 및 재정의 정리와 감세를 추진하는 긴축(緊縮) 정책을 추진하였다. 그러나 중국의 신해혁명에 위협을 느낀 제국 육군은 한반도에 주둔시킬 제국 육군 제2사단의 증설을 정부에 강하게 요구하였고, 정부는 내각회의를 거쳐 이를 거부하였다. 이에 대하여 제국육군대신 우에하라 유사쿠가 사표를 내는 사건이 벌어져 제2차 사이온지 내각이 총사직하고, 뒤를 이은 제3차 가쓰라 내각은 일본 천황을 앞세워 의회에 영향력을 행사하여 의회를 경시한다는 비난을 받았다. 그러자 미노베 다쓰키치, 입헌국민당의 이누카이 쓰요시, 입헌정우회의 오자키 유키오 등이 중심이 되어 족벌(族閥)의 타파와 헌정옹호를 내건 호헌 운동(일본어: 護憲運動, ごけんうんどう 고켄운도[*])이 전국적으로 확산되어 가쓰라 다로와 이하 내각이 성립 50일만에 퇴진하는 다이쇼 정변이 발생하였다.
1914년 제1차 세계 대전(~1918년)이 발발하자 일본은 영일 동맹을 이유로 연합국측에 가담하여 참전했다. 그 진의는 동아시아 지역에 있어서의 일본의 지위를 더 높이고 국제적인 발언권 강화를 목적으로 한 것이었다. 일본은 독일에 선전포고하고, 독일령이었던 중국 산둥반도의 교주만과 독일령 남양군도를 점령하였다. 이 지역에서의 이권을 할양받는 것을 영국과 프랑스가 승인하는 조건으로 지중해에 소규모 함대만을 파견하는 등 독일과의 직접적인 전투에는 소극적인 태도를 보였다. 산둥 반도를 점령하고 나서, 일본은 중국에 대해 만주와 산동반도 등에 대한 일본의 이권을 반영구화하고, 남만주와 내몽골 일부를 일본에 조차하는 것을 요지로 하는 등 21가지 특혜조건을 요구(1915년 1월)하였고, 중국은 이를 수용(5월)할 수 밖에 없었다. (→21개조 요구) 이와 같이 중국의 주권을 침해하는 행위는 5·4 운동(1919년)과 같은 격렬한 배일(排日) 여론에 밀려 실패하였다. 일본이 이와 같이 아시아의 독보적 강대국으로 인식되면서 급부상하게 되는데, 이 무렵 일본제국에서는 다이쇼 데모크라시 시대(1911~25년)로 경제호황을 누렸다. 한편, 러시아 혁명(1917년)에 뒤이어 일어난 러시아 내전(1917~22년)에서 일본은 러시아 백군을 도와 7만 2천여명의 병력을 시베리아에 파견하였으나 패배하였다. 이와 같이 다이쇼 시기의 중국과 시베리아 지역에 대한 침략 활동은 번번히 실패하였다.
이러한 침략 활동 실패에도, 일본은 제1차 세계 대전 동안 일본 자본주의는 크게 발전하여 미국·영국에 이은 강국으로 상승했고, 베르사유 조약에서 대전 중 획득한 일본의 이권을 인정받었다. 이로써 일본은 경제 불황과 재정 위기를 모두 극복하고 값싼 공장제 상품을 아시아 지역으로 수출하여 막대한 무역 이익을 얻었지만 오래지 않아 유럽 각 나라 생산력 회복으로 말미암아 수출이 줄면서 적자로 돌아섰고, 1923년 9월 1일에 일어난 간토 대지진으로 말미암아 게이힌의 상공업 지대가 초토화되면서 다시 불황이 찾아온다. 1929년 발생한 세계 대공황으로 일본 자본주의 결함이 크게 드러나는 등 불황이 한층 더 깊어지자 극우 보수 세력과 청년 장교들은 국민 불안감을 앞세워 암살과 쿠데타를 일으키고, 일본 민간 의회 정부는 전복되었다. 일례로 1930년 11월, 만주 침략에 반대했던 하마구치 오사치 총리는 우파 청년 사고야 도메오(佐郷屋留雄)의 총에 맞아 부상을 당했다. 제국주의적 무력으로 중국을 침략했고, 1931년 9월에 관동군 주도로 만주사변을 일으켜 와카쓰키 레이지로 내각(1931년 4월 14일 ~ 1931년 12월 13일)을 무시하고서 만주 전역을 점령하여 청나라 마지막 황제였던 선통제 푸이를 꼭두각시로 앞세워서 만주국을 건국하였다.
그러나 만주국에 대한 중화민국을 비롯한 세계 여론이 부정적으로 흐르자 군부는 국제연맹을 탈퇴하도록 정부를 압박했고, 일본은 사실상 고립 외교로 나아가게 되었다. 이누카이 쓰요시 내각(1931년 12월 13일 ~ 1932년 5월 16일)이 만주에서 일본군을 철수시키려는 하자 1932년 5월 15일 이누카이 쓰요시 총리를 암살했고, 후임으로 군인 출신 사이토 마코토가 수상(1932년 5월 26일 ~ 1934년 7월 8일)이 되어 '군·정·관에 타협을 통한 거국일치'를 표방함으로써 정당내각은 단절되고, 군부가 본격적으로 정치에 개입하기 시작했다.

### 쇼와 중기
그러나 사이토 마코토 내각 이후에도 육군 내의 여러 계파의 도전은 계속되어 급기야 1936년 2월 26일 청년 장교들이 내대신, 대장대신 등을 암살한 일이 발생하기도 하였으며, 이 사건을 계기로 일본에서 군부의 영향력은 막강해져 히로타 고키 내각 때 군부대신의 현역제가 부활, 사실상 군부가 내각을 좌우하게 되었다. 1936년에는 독일과의 군사동맹을 체결했다. 또 히로타 고키 내각은 화북(hua2 bei2 중국어 간체자: 华北, 정체자: 華北) 지역을 장악하기 위해 1937년 7월 루거우차오 사건을 일으켜 그 구실로 중화민국을 선전포고 없이 공격하는 중일 전쟁을 일으켰다. 처음에 고노에 후미마로 내각은 전쟁의 범위를 확대시키지 않고자 하였지만 곧 전쟁은 화중 지역으로 확대되었고, 1937년 12월 중화민국의 수도 난징을 점령하여 난징과 그 주변에서 무차별 학살을 자행하였다. 한편 국내에서는 전시 체제의 장기화에 대비하여 1938년에 국가총동원법을 제정, 일본 열도 내 뿐만이 아니라 한반도 식민지에서의 군부의 경제적 수탈에 기여하였다.

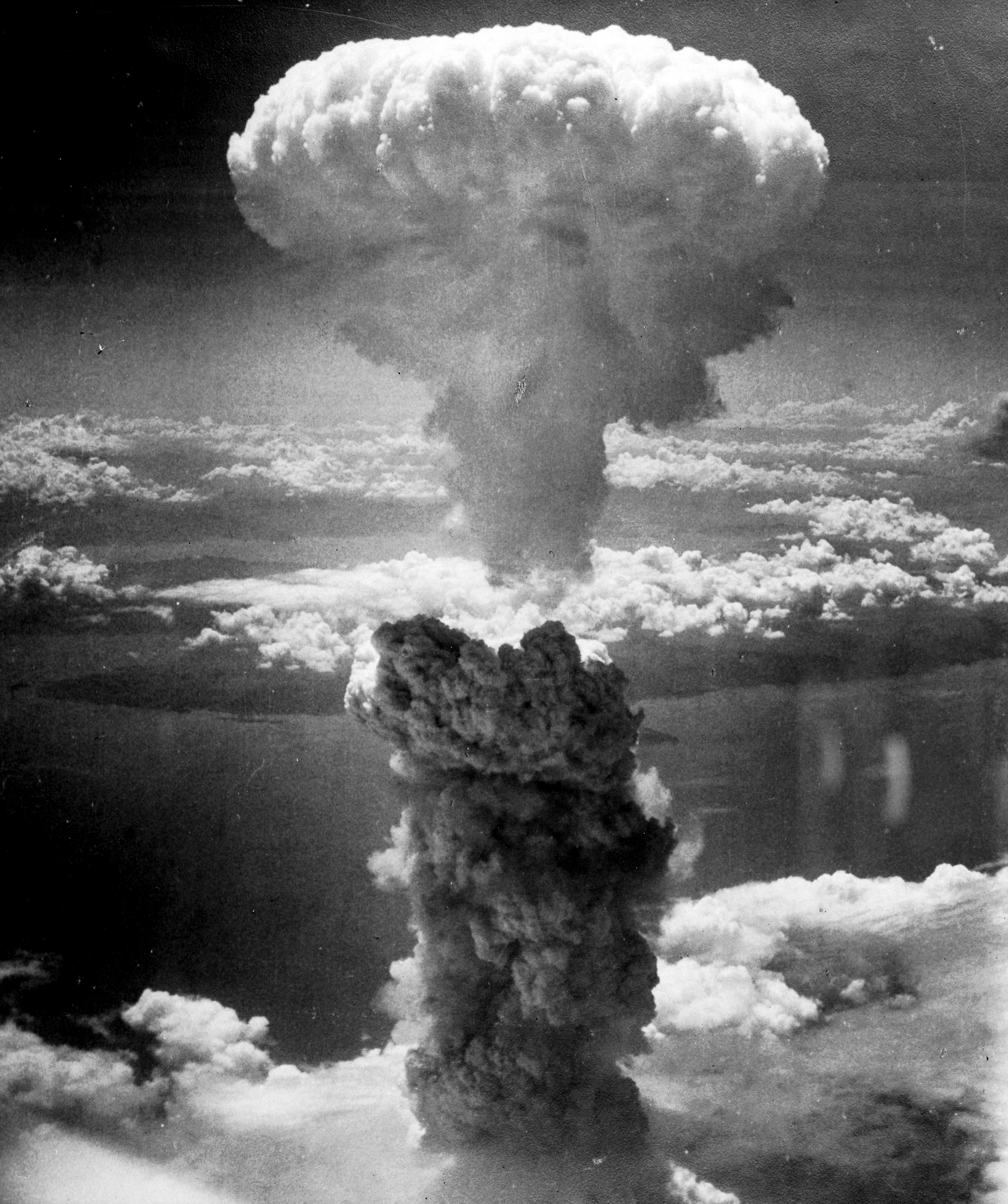
1945년 8월 9일 나가사키시에 투하된 원자 폭탄 '팻 맨'(Fat Man)

이렇게 중·일 전쟁이 장기화 될 무렵 나치 독일이 이탈리아, 일본과 추축 동맹을 체결하고, 1939년에 폴란드를 공격하여, 제2차 세계 대전이 발발하였다. 처음에 일본은 유럽의 전쟁에 간섭하지 않겠다는 입장을 표방하였으나, 프랑스·네덜란드가 나치 독일에게 점령당하던 1940년에 독일·이탈리아·일본은 군사동맹을 맺고, 1940년에는 프랑스와 네덜란드가 가지고 있던 동남아시아의 식민지들을 빼앗기로 하는 남진 정책을 취하기로 결정하였다. 미국·영국·중화민국·네덜란드 등 4개국은 이에 대하여 이른바 ABCD 포위망(America·British·China·Dutch)을 형성하여 석유 등 중요한 전쟁물자에 대해 수출을 금지하여 일본을 경제적으로 압박하기로 결의하였다. 일본은 처음에 미국과의 원만한 교섭을 통하여 이를 해결코자 하였으나 협상이 제대로 진전되지 못하자 고노에 후미마로의 제2차 내각은 퇴진하고 대신 통제파의 도조 히데키 내각이 조직되어 1941년엔 일·소 중립조약을 체결하고, 1941년 12월 1일 개전을 결의하고 같은 해 12월 8일 미국 해군이 주둔하던 하와이 진주만을 급습하고 미국과 영국 등 연합군에 선전포고하여 태평양 전쟁을 시작하였다.
일본은 대동아공영권(大東亞共榮圈)을 표방하며 처음에 말레이 반도, 버마와 타이, 네덜란드령 동인도 제도, 필리핀 등을 점령하는 등 연합군에 타격을 가했다. 그러나 1942년 6월 미드웨이 해전을 기점으로 일본이 연패하여 전세가 역전되었다. 반격에 성공한 미국은 일본의 점령 지역을 탈환하였으며 1944년 7월에는 사이판섬을 점령하여 전초 기지로 삼고, 일본 열도의 주요 도시에 무차별 폭격을 가하기 시작하였다. 이처럼 전세가 일본에게 불리하게 흐르자 도조 히데키 총리는 책임을 지고 사임하였으며, 그 뒤를 고이소 구니아키와 요나이 미쓰마사의 협력 체제인 고이소 내각이 계승했지만 1945년 6월 오키나와섬이 함락되었고, 7월에는 일본군의 항복을 권유하는 포츠담 선언이 발표되어 전세는 계속 불리해져만 갔다. 하지만 일본은 포츠담 선언을 묵살하였고, 결국 같은 해 8월 8일 소련이 참전하고 8월 6일과 9일에는 히로시마와 나가사키에 원자 폭탄이 투하되자 8월 15일 포츠담 선언을 수락하고 쇼와 천황이 직접 '항복 선언'을 발표하여 전쟁은 종결되었다.

### 쇼와 후기

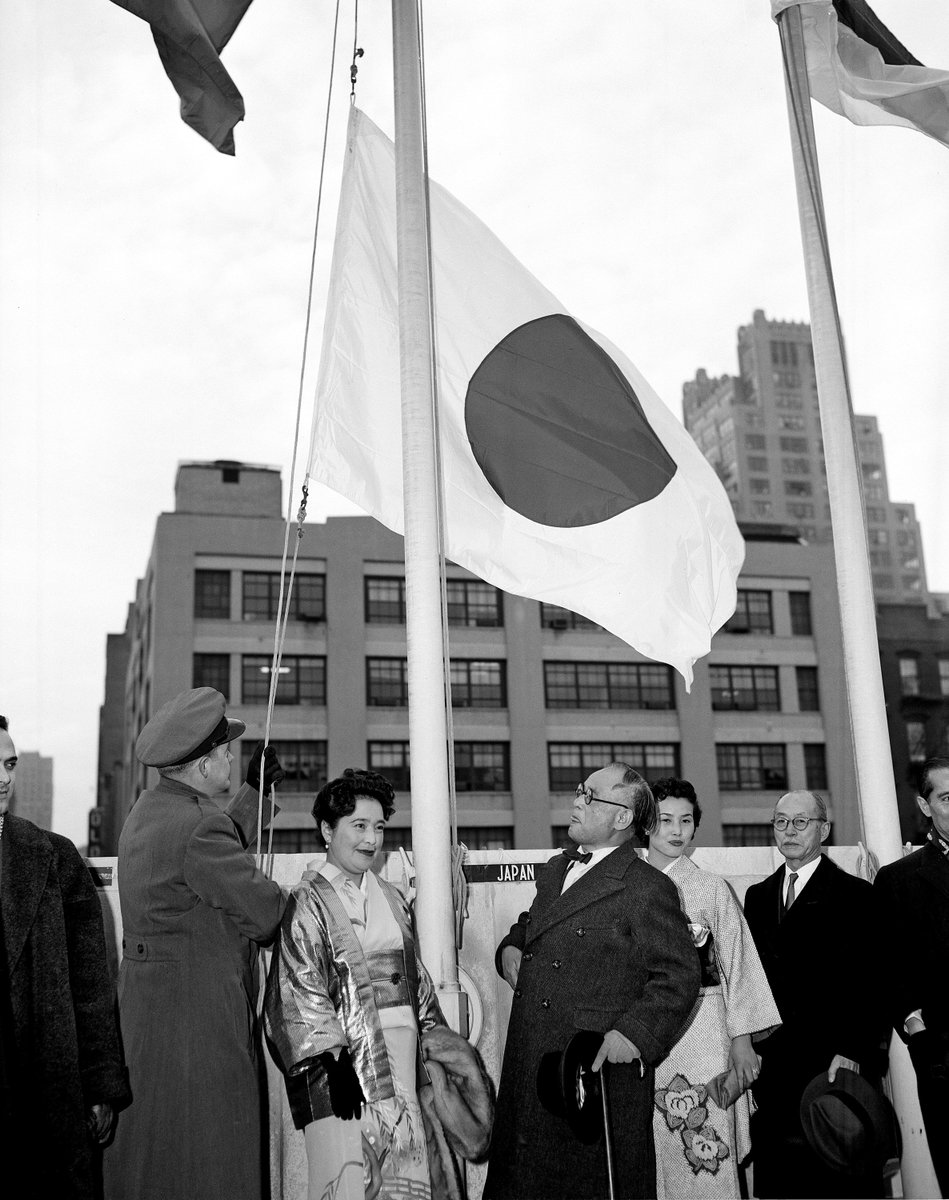
일본의 유엔 가입

일본의 항복 이후 일본 열도에 진주한 미국을 중심으로 한 연합군은 포츠담 선언에서 결정한 "일본의 전후 처리"를 기초로 하여 점령 정치를 실시하였다. 1945년 9월 도쿄에 연합군 최고사령부가 설치되었고, 일본 제국이 가지고 있던 식민지들은 모두 해방되거나 타이완이나 만주국 같은 경우는 원래대로 중국의 통치 하에 복귀하도록 하였다. 점령 통치는 사실상 미국의 단독 점령의 가까운 형태로 전개되어 그 기본 방침은 민주화의 추진과 군국주의·일본식 제국주의의 배제가 있었다. 그러한 방침을 골자로 하여 같은 해 10월에 여성, 특히 부인(婦人)에 대한 해방과 노동조합의 허가, 교육의 민주화, 압제적이고 전근대적인 제도의 폐지, 경제의 민주화에 관한 5대 개혁 지령을 발표하여 일본군의 무장 해제, 전쟁을 지휘한 수뇌부의 체포, 치안유지법의 폐지와 정치범의 석방, 이른바 인간선언을 통한 일본 천황의 신격화의 부정, 전쟁을 지원한 대기업들의 해체 등이 이루어졌다.
이어 1946년 11월 3일에는 연합군 최고사령부의 권고로 기존의 일본 제국 헌법을 폐기하고 민주주의를 기초로 한 새 헌법이 발표되었다. 새 헌법은 주권재민, 평화주의에 따른 군대의 미보유, 인권의 보장, 국회 중심 등의 내용을 골자로 하고 있었으며 이에 따라 민법과 형법 등과 같은 하위 법률들도 대폭 개정되어, 일본 제국은 공식적으로 해체되고 민주주의 국가로 재출발했다. 또 1950년 6.25 전쟁의 발발로 일본은 미국의 병참 기지가 되었고, 대량의 군수 물자가 생산되는 등 일명 6.25 전쟁 특수 경기(特需景氣)로 호황을 누리며 전쟁 이전의 경제력을 회복하고 1952년 4월 샌프란시스코 조약의 발효와 함께 주권 또한 회복하여 1956년 유엔에 가입하게 되었다.
이와 같은 국력의 회복은 다수의 일본인들에게 일본의 부흥과 세계로의 자신감을 불러일으켰으며 이는 1964년 도쿄 올림픽과 1970년 오사카 만국 박람회를 치르면서 절정에 달하였다. 그러나 외교적, 군사적으로 일본의 대미 의존도가 크게 높아지고 1960년 미일 안보 조약의 개정에 따른 불평등 주장이 나오면서 이른바 안보 투쟁이 시작되었다. 이 운동은 한 때 집권 자민당 내각을 총사퇴 시키고 많은 국민들이 안보 투쟁에 관심을 가지게 할 만큼 크게 일어났으나 정부와 여당의 경제발전정책 수립과 1968년 벌어진 도쿄 대학에서의 극렬 학생운동과 그 정점이었던 야스다 사건이 터짐으로서 주춤하였으며, 1970년 요도호 사건과 1972년 아사마 산장 사건을 계기로 일부 좌익 적군파에 의한 극렬 투쟁이 결정적으로 다수 국민들의 혐오를 삼에 따라 크게 위축되었다.
한편으로 1955년에 하토야마 이치로를 중심으로 하여 자유당과 일본민주당의 보수합동이 이루어져 사회민주당과 함께 55년 체제를 형성, 보수정당이 절대 우위를 차지함으로써 근 40년간 자유민주당의 장기 집권이 이루어져 특정 정당이 오랜 기간 집권함으로써 각종 부작용을 야기하기도 하였다.

### 헤이세이 시대와 21세기

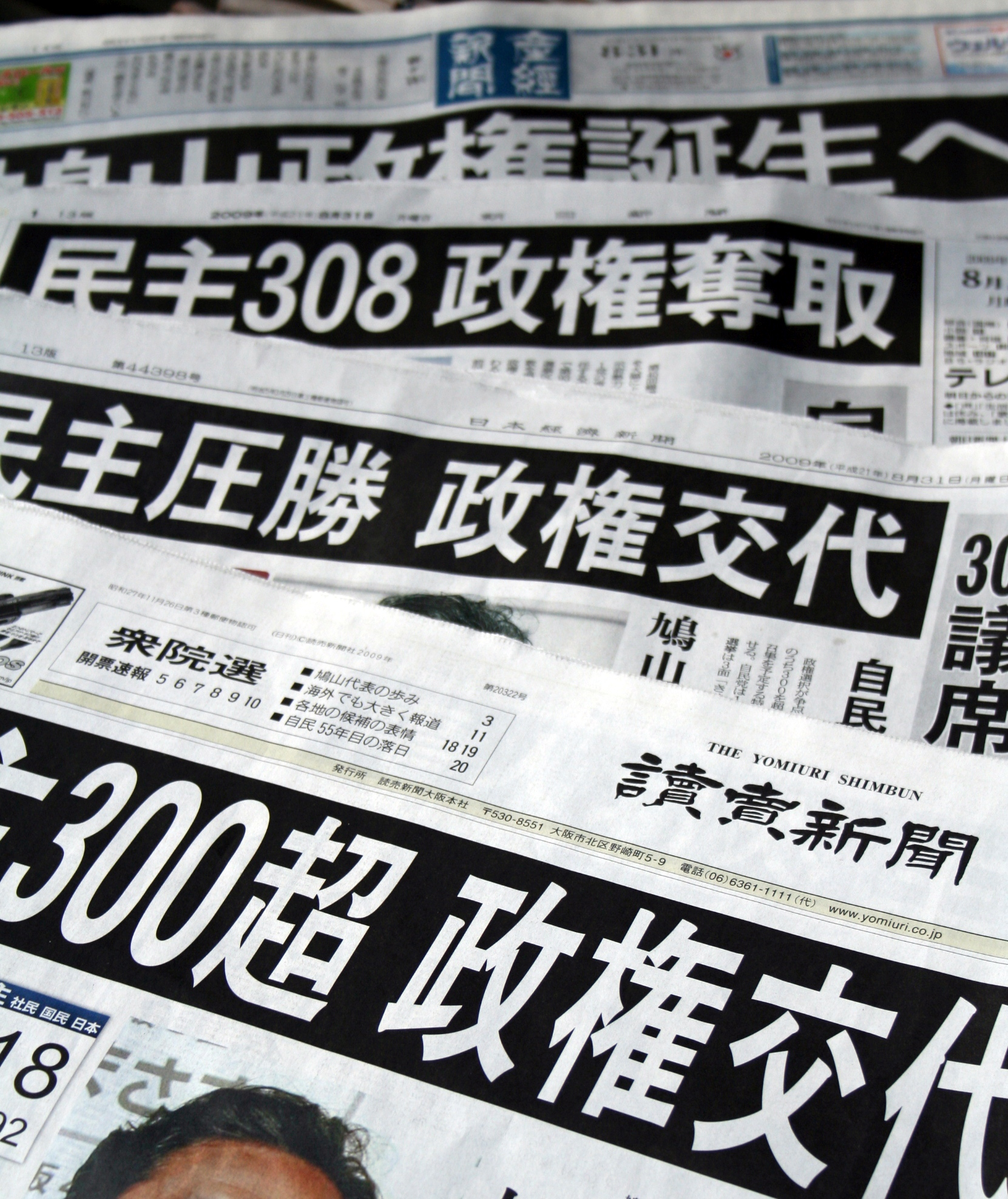
55년 체제의 붕괴가 일본 사회에 미친 파장은 매우 컸다. 민주당의 2009년 총선 승리를 알린 일본의 신문들.

1970년대에 이룬 경제의 고도 성장은 1980년대에 이르러 '버블 경제'라고 부를 정도로 일본 경제를 크게 번성시켰다. 그러나 과도한 주가의 증가와 부동산 매입으로 인해 1990년부터 부동산과 주식 가격의 폭락이 진행되어 많은 기업과 은행이 도산하면서 10년 이상 0%의 성장률을 기록하는 불황 상태에 빠졌다. 그로 인하여 지지를 상실한 자유민주당은 한 때 10개월 정도 정권을 상실하기도 하였다가 진보 정당과의 연정을 거쳐 계속 55년 체제의 집권 골격을 유지해 왔다.
 그러나 2009년 8월 30일에 치러진 제45회 중의원 총선거에서 민주당이 자유민주당에 압승을 거둬 전후 최초로 완전한 정권 교체 가 이루어져 2009년 9월 16일부로 하토야마 유키오 내각이 성립하였고, 2010년 6월 하토야마의 사퇴 후 간 나오토 내각이 성립되어 이후 2011년 9월 2일에 노다 내각에 정권을 넘겨주었다.
그러나 민주당의 정권은 오래가지 못하였다. 2011년 동일본 대지진이 일어난 이래 보여준 민주당 내각의 대처와 경기 침체에 대한 반발로 인해 2012년 중의원 의원 선거에서 민주당은 참패를 당하고, 자유민주당이 다시 원내 제1당으로 부상하였다. 2024년 10월 1일부터, 자유민주당 소속의 이시바 시게루가 총리직을 역임하고 있다.

## 같이 보기
- 일본 로마가톨릭의 역사
- 일본의 무역사(일본어판)
  - 네덜란드 동인도 회사
  - 네덜란드 사절단(영어판)
  - 데지마 상관장(네덜란드어: Lijst van VOC-opperhoofden in Japan)
  - 남만무역
  - 1868년 이전에 일본을 방문한 서양인 일람(영어판)
    - 윌리엄 애덤스(미우라 안진)
- 조선 통신사
- 아이누 민족
- 류큐 민족
- 류큐 제도의 역사
  - 류큐 사절단(ja:江戸上り, en:Ryukyuan missions to Edo)

## 참고 문헌
- 연민수 (1998). 《일본역사》. 보고사. ISBN 89-86142-81-3.